# Archiwum Historii Kobiet

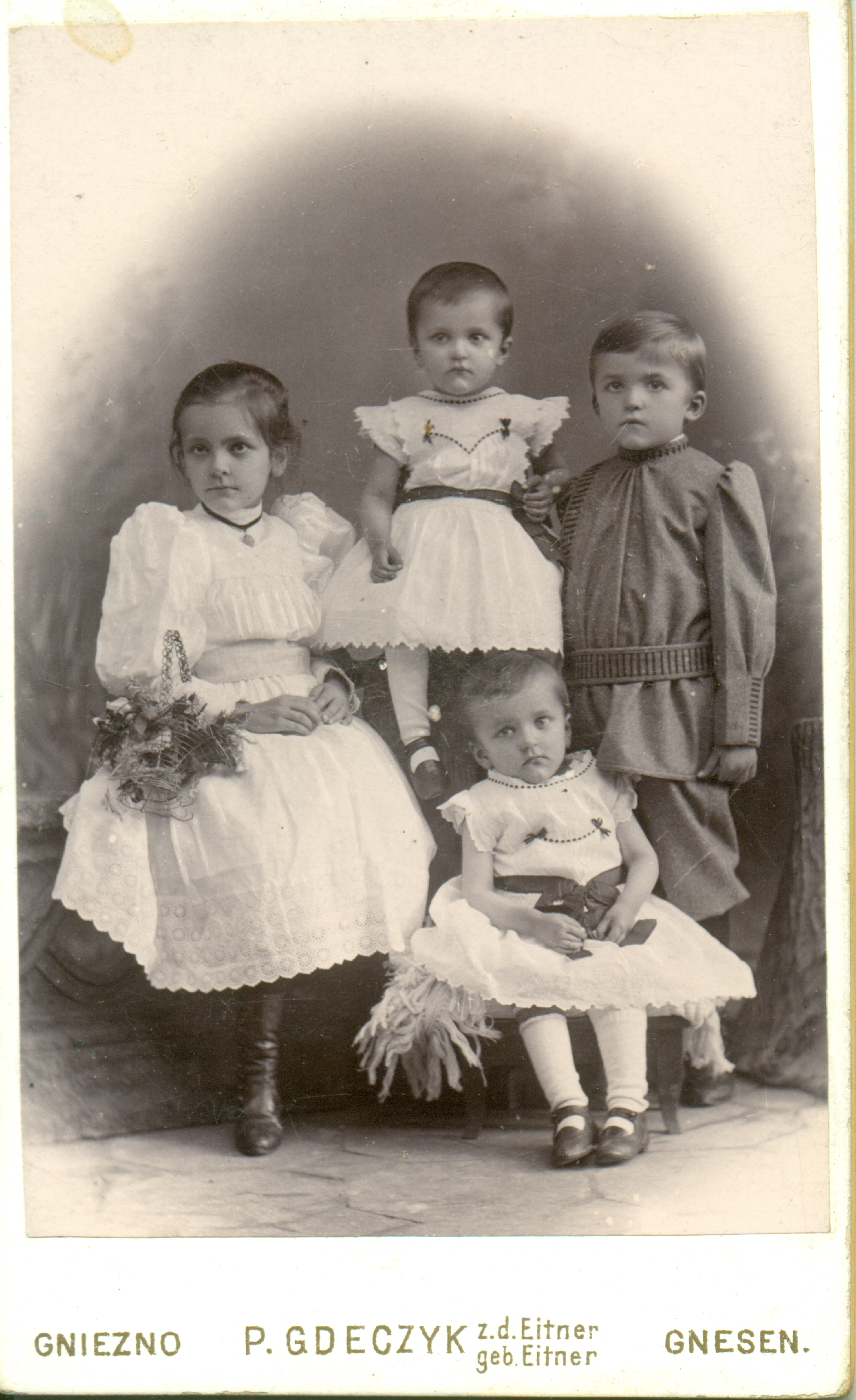
Portret czworga dzieci wykonany w Zakładzie Fotograficznym Pelagii Gdeczyk z d. Eitner w Gnieźnie. Fot. Pelagia Gdeczyk z d. Eitner (1852-1930).

Archiwum Historii Kobiet – archiwum społeczne prowadzone od 2014 roku przez Fundację Przestrzeń Kobiet, mające na celu gromadzenie, opracowywanie i udostępnianie materiałów dotyczących historii kobiet w całej Polsce.
Archiwum stanowi bazę wiedzy na temat walki o prawa wyborcze kobiet, strajków kobiecych, walki o prawo do edukacji, zawiera także listę biogramów ponad 100 wybitnych kobiet żyjących w XIX i XX wieku: działaczek społecznych i politycznych, pisarek, poetek, fotografek, artystek (np. Olga Boznańska, Kazimiera Bujwidowa, Zuzanna Ginczanka, Zofia Stryjeńska, Anna Świrszczyńska, Ewa Szelburg-Zarembina, Anna Walentynowicz). Archiwum gromadzi również zasoby Sieci Herstorycznej, działającej od 2014 roku: opisy miejsc ważnych dla ruchu emancypacji kobiet, trasy śladami emancypantek po różnych miejscowościach w Polsce, a także opisy herstorycznych inicjatyw realizowanych w różnych polskich miastach, miasteczkach i wsiach.
W Archiwum gromadzone są archiwalne fotografie, dokumenty, pocztówki, czasopisma i nagrania. Archiwum zawiera między innymi kolekcję Archiwum Przodkiń, odtwarzającą kobiecą linię rodzinnych tradycji i odzyskującą rodzinne historie kobiet. Do kolekcji należy ponad 200 fotografii wykonanych w krakowskich i galicyjskich zakładach fotograficznych od ok. 1865 roku do 1939 roku, m.in. w zakładach fotograficznych: Ignacego Kriegera, Walerego Rzewuskiego, Awita Szuberta, Stanisława Bizańskiego. W kolekcji Archiwum Przodkiń znajdują się fotografie z 24 zakładów fotograficznych prowadzonych przez kobiety, m.in. Amalię Krieger, Klementynę Mien, Stefanię Gurdową, Felicję Witkowską, Zofię Żmudzińską, Amalię Szubert, Pelagię Gdeczyk, Magdalenę Humięcką, Emilię Mroczkowską, Leopoldynę Janusz i Emmę Mirską.
Archiwum Historii Kobiet wsparły instytucje: Narodowe Archiwum Cyfrowe, Muzeum Historyczne Miasta Krakowa, Muzeum Farmacji Collegium Medicum Uniwersytetu Jagiellońskiego, Archiwum Narodowe w Krakowie, Muzeum Historii Polskiego Ruchu Ludowego w Warszawie oraz Europejskie Centrum Solidarności.